# Riflesso faringeo
Il riflesso faringeo o della regurgitazione è un riflesso dei nervi cranici dovuto alla contrazione dei muscoli faringei in risposta ad uno stimolo portato sulla superficie mucosa alla base della lingua. Ha lo scopo di evitare che nella gola entrino oggetti diversi da quelli normalmente previsti nella deglutizione, per prevenire il soffocamento.
Toccare il palato molle provoca un forte riflesso faringeo nella maggior parte delle persone. Il riflesso faringeo può essere usato anche per indurre a vomitare (manipolazione) in quanto in quella zona sono presenti muscoli involontari che se toccati (in genere con un dito) determinano effetto emetico. Questa pratica viene usata dalle persone che soffrono di alcuni disturbi alimentari come metodo per non assimilare cibo.
L'assenza di riflesso faringeo è sintomo di molte gravi patologie mediche, una delle quali può essere il danneggiamento del nervo glossofaringeo. Il riflesso può essere volontariamente eliminato con un allenamento, ad esempio a scopi professionali (come da parte di mangiatori di spada).
| Controllo di autorità | GND (DE) 4301668-6 |